# Westfir
Westfir es una ciudad ubicada en el condado de Lane en el estado estadounidense de Oregón. En el año 2000 tenía una población de 276 habitantes y una densidad poblacional de 328 personas por km².

## Geografía
Westfir se encuentra ubicada en las coordenadas 43°45′24″N 122°30′17″O / 43.75667, -122.50472.

## Demografía
Según la Oficina del Censo en 2000 los ingresos medios por hogar en la localidad eran de $32,031 y los ingresos medios por familia eran $31,875. Los hombres tenían unos ingresos medios de $27,500 frente a los $24,375 para las mujeres. La renta per cápita para la localidad era de $11,324. Alrededor del 12.2% de la población estaban por debajo del umbral de pobreza.